# Sangam (film indien, 1964)
Pour plus de détails, voir Fiche technique et Distribution.
Sangam est un film indien réalisé par Raj Kapoor, sorti en 1964.

## Synopsis
Un pilote rentre chez lui après la guerre. Sa fiancée, le croyant mort, avait prévu d'épouser son meilleur ami.

## Fiche technique
- Titre : Sangam
- Réalisation : Raj Kapoor
- Scénario : Inder Raj Anand
- Musique : Jaikishan Dayabhai Panchal et Shankarsingh Raghuwanshi
- Photographie : Radhu Karmakar
- Montage : Raj Kapoor
- Production : Raj Kapoor
- Société de production : R. K. Films
- Pays de production :  Inde
- Genre : Drame, film musical et romance
- Durée : 238 minutes
- Dates de sortie : 
  - Inde : 18 juin 1964

## Distribution
- Raj Kapoor : le lieutenant Sunder Khanna
- Rajendra Kumar : le magistrat Gopal Verma
- Vyjayanthimala : Radha
- Iftekhar : l'officier de l'Indian Air Force
- Raj Mehra : le juge Mehra
- Nana Palsikar : Nathu
- Lalita Pawar : Mme. Verma
- Achala Sachdev : la femme du capitaine
- Hari Shivdasani : le capitaine

## Distinctions
Le film a obtenu onze nomination aux Filmfare Awards et a remporté quatre prix : Meilleur actrice pour Vyjayanthimala, Meilleur réalisateur, Meilleur monteur et Meilleur preneur de son.